# Ancourteville-sur-Héricourt
Ancourteville-sur-Héricourt är en kommun i departementet Seine-Maritime i regionen Normandie i norra Frankrike. Kommunen ligger i kantonen Ourville-en-Caux som tillhör arrondissementet Le Havre. År 2022 hade Ancourteville-sur-Héricourt 353 invånare.

## Befolkningsutveckling
Antalet invånare i kommunen Ancourteville-sur-Héricourt
| Referens: INSEE |